# Antennatus strigatus
Antennatus strigatus är en fiskart som först beskrevs av Gill, 1863.  Antennatus strigatus ingår i släktet Antennatus och familjen Antennariidae. IUCN kategoriserar arten globalt som livskraftig. Inga underarter finns listade i Catalogue of Life.